# NK Brestovac
NK Brestovac je nogometni klub iz Garešničkog Brestovca.
Od sezone 2010./11. natječe se u 4. HNL, skupina sjever B.

## Povijest
Nejveći uspjeh je igranje u tzv. "Zoni", kada je bivši "Proleter" a sada od 1991.godine Brestovac harao nogometnim terenima sjeverozapadne bivše SR Hrvatske (igrao s Bjelovarom,Varaždinom,Jugokeramnika-sadašnji Inter Zaprešić,Regeneracija Zabok, itd. To su bila slavna vremena NK Brestovca.